# Джафаркулиев, Эмин Рзакули оглы
Эмин Рзакули оглы Джафаркулиев (азерб. Cəfərquliyev Emin Rzaqulu oğlu; 17 июня 1990, Сумгаит, Азербайджанская ССР, СССР) — азербайджанский футболист. Амплуа — защитник (ранее — полузащитник).

## Клубная карьера
Начинал профессиональную карьеру во втором составе «Нефтчи». В 2008 году переведен в основную команду «Нефтчи» (Баку), где взял себе игровой номер № 19.
В 2009—2010 играл за «Карван». Позже продолжил выступления в клубе «Баку».
В 2011—2012 сменил три клуба — МОИК (Баку), Симург (Закаталы), Сумгаит.

## Сборная Азербайджана
Защищал также цвета основной сборной страны. Впервые был призван в состав сборной Азербайджана на матч отборочного турнира чемпионата мира по футболу 2010 года с командой Финляндии.
Был автором единственного забитого мяча в товарищеском матче между юношеской сборной Азербайджана (U-19) и знаменитым турецким клубом «Галатасарай», прошедшем 19 июля 2008 года в Стамбуле, в рамках учебно-тренировочных сборов азербайджанской команды.
Защищал юношеских (U-17 и U-19) сборных Азербайджана, а также в молодёжной сборной Азербайджана (выступал под № 8).